# T
T je 20. písmeno latinské abecedy.
- V biochemii je T symbol pro aminokyselinu threonin a DNA bázi thymin.
- V elektrotechnice je T označení pro tranzistor.
- Ve výrokové logice je T označení klopného obvodu Toggle
- Na fotoaparátu označuje T nastavení rychlosti závěrky, kdy závěrka zůstává otevřená tak dlouho, dokud není spoušť stisknuta podruhé.
- Ve fyzice
  - t či T je označení času, periody apod. (z lat. tempus, angl. time = čas)
  - T je označení (termodynamické) teploty.
  - t je označení kvarku top.
  - T je současné (od r. 2023) systematické označení tetrakvarků.[1]
- V chemii je T značka pro tritium, izotop vodíku.
- V predikátové logice je T symbol pro pravda (true).
- V soustavě SI
  - t je značka jednotky hmotnosti tuna.
  - T je značka jednotky magnetické indukce tesla.
  - T je značka předpony soustavy SI pro 1012 tera.
- V hudbě je T značka pro tóniku.
- V informatice jde o programovací jazyk T.
- V automobilovém průmyslu bylo T označení automobilu vyráběného automobilkou Ford: Model T.
- Na železnici starší označení motorových lokomotiv s nezávislou trakcí

V arménském písmu písmenu T odpovídá písmeno Տ (տ) (dle české výslovnosti bez přídechu) nebo písmeno Թ (թ) (dle anglické výslovnosti s přídechem).